# Sury i ajaty niekoraniczne
Po śmierci proroka Mahometa Usman ibn Affan, trzeci kalif prawowierny zlecił Zajdowi ibn Sabitowi uporządkowanie istniejących notatek w jedną całość – tak powstał pierwszy egzemplarz Koranu.
Obok tego oficjalnego egzemplarza istniały przynajmniej cztery dalsze wersje, które posiadali: Abd Allah ibn Masud, Ubajj ibn Kab, Abu Musa al-Aszari i Mikdad ibn Amr.
Zgodnie z islamską tradycją egzemplarz Ibn Masuda miał nie zawierać sur: 1., 113. i 114., natomiast egzemplarz Ubajja ibn Kaba zawierał dwie dodatkowe sury: al-Khalaʿ i al-Hafd, jednakże ich teksty pojawiły się ponownie dopiero w XVI wieku. Współcześni eksperci uważają owe teksty za fałszerstwo. Przemawia za tym m.in. fakt, iż z wyjątkiem sury pierwszej mającej formę modlitwy do Boga, wszystkie pozostałe sury są słowami Boga skierowanymi do ludzi, a obie wspomniane sury mają również formę modlitwy. Niekiedy spotyka się teksty obu tych sur połączone w jedną surę zwaną ’l-Qunut co znaczy tyle co „Mienie nadziei”, czy „Nie popadanie w zwątpienie”.
Podobnie ma się rzecz z surami al-Wilayah i al-Nourain. Sury te, które chrześcijanie wykorzystywali jako dowód tego, że tekst Koranu ulegał zmianom, są zarówno dla muzułmanów, jak i badaczy niemuzułmańskich oczywistymi fałszerstwami. Ze względu na owo wykorzystywanie jednak sądzono długo, iż zostały one napisane w kręgach chrześcijańskich. Również pochodzenie szyickie, gdyż z ich tekstu wynika wyjątkowa rola jaką miałby spełniać Ali bin Abi Talib, uważane było za możliwe. Najbardziej prawdopodobnym jednakże źródłem ich pochodzenia są środowiska parsów będących wyznawcami zaratusztrianizmu.
Niektóre sekty szyickie uważają je jednak za prawdziwe, a ponadto uzupełniają oficjalne sury wersetami, które jakoby Usman ibn Affan i Abu Bakr wykreślili z Koranu, zarzucając im cenzurę podyktowaną celami politycznymi, czyli nieuznaniem Alego za następcę Mahometa. Takich miejsc miałoby być według niektórych źródeł nawet ok. 500.
Również sury al-Khalaʿ i al-Hafd spotkać można niekiedy bez „Bismilli” albo też z różnymi dodatkowo wtrąconymi słowami. A sury al-Wilaya i al-Nourain różnią się pojedynczymi słowami w zależności od źródła pochodzenia. Różnice te przypisuje się w zasadzie błędom powstałym przy kopiowaniu.
Oprócz tego istnieje szereg wersetów, które z różnych względów nie znalazły się w Koranie, choć wspomniane są w hadisach. Powody ich braku w Koranie są różne: raz są to zaginięcie lub zniszczenie notatek, innym razem brak świadków mogących potwierdzić ich autentyczność. Często są to, ale nieobjawione słowa proroka Mahometa.
Są to np.: Aja o kamieniowaniu (za cudzołóstwo), Aja o karmieniu piersią, szatańskie wersety.